# محمدباقر هوشیار

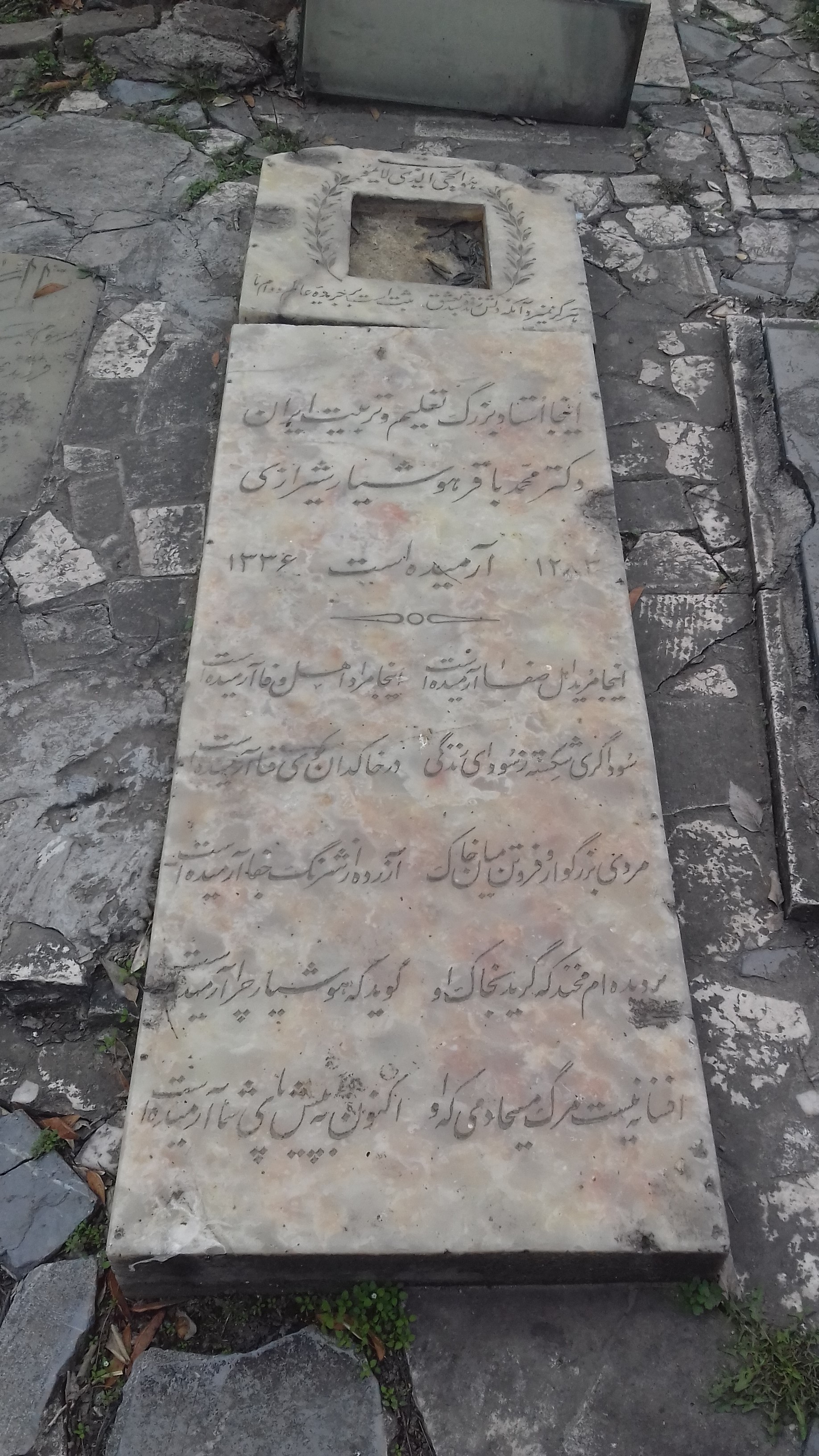
مزار محمد باقر هوشیار در گورستان ظهیرالدوله دربند

محمدباقر هوشیار شیرازی (متولد ۱۲ اسفند ۱۲۸۳ در بوانات - ۱۹ مرداد ۱۳۳۶) پژوهشگر حوزه علوم تربیتی و فلسفه بود. او از اولین کسانی است که به معرفی فلسفه فریدریش نیچه در ایران پرداخت. هوشیار همچنین از بنیان‌گذاران رشته علوم تربیتی در ایران است.

## زندگی
پدرش میرزا محمد هوشیار شعر و وعظ می‌گفت و در بوانات پیشه بازرگانی داشت. محمدباقر در ۱۳ سالگی پدر خود را از دست داد و مادرش سرپرستی او و دیگر اعضای خانواده را به عهده گرفت. محمدباقر هوشیار از همان دوران کودکی با مادر بزرگ و پدربزرگ خود که زنی فرهیخته و شایسته بوند همدم و همنشین شد و در دامان آنان رشد کرد. محمد باقر پس از اتمام تحصیلات ابتدایی به مدت دو سال در مدرسهٔ شعاعیه شیراز به دبیرستان رفت. وی در سن ۱۷ سالگی از طریق کشور هندوستان (بمبئی و کلکته) برای تحصیلات عالی، به اروپا (آلمان) رفت و مدتی در مدرسهٔ عالی کشاورزی " فردریش اوبره آل شولد فاکلمان" برلن به تحصیل نظری کشاورزی و عملیات زراعی پرداخت. محمدباقر پس از اتمام تحصیلات در سال ۱۳۰۸ به ایران بازگشت و در امتحانات دانشجویان اعزامی تهران قبول شد و سه ماه بعد دوباره به همراه محصلین اعزامی به اروپا، به برلن رفت و ابتدا در دانشکدهٔ ادبیات برلن و سپس در دانشگاه تویین گن و دانشگاه مونیخ در رشتهٔ علوم تربیتی به تحصیل پرداخت او پس از کسب گواهینامه در زمینه روانشناسی نظری، آموزش و پرورش و روانشناسی علمی، از دانشگاه مونیخ موفق به اخذ دکترای علوم تربیتی شد. ایشان از افراد زیادی مانند شیلر، فندر، هینست، گوته و بیشتر از همه از گئورگ کرشن اشتاینر (Georg Kershensteiner) تأثیر علمی پذیرفته‌است. او پس از اتمام تحصیلات به تهران آمد و در دانشسرای عالی و دانشکده ادبیات و علوم انسانی و هنرستان موسیقی و آموزشگاه پست و تلگراف و دبیرستان نظام به تدریس و تعلیم مشغول شد. وی در سال ۱۳۳۶ بر اثر عارضهٔ قلبی درگذشت. از آثارش "اصول آموزش و پرورش " و " روانشناسی علمی سنجش هوش" می‌توان نام برد. او آموزش و پرورش را علم می‌دانست و برای آن اصول نوشت. هوشیار در بنیان‌گذاری رشته علوم تربیتی نقش بسیار مهمی ایفا نمود.